# Нанасэ, Аяка
Аяка Нанасэ (яп. 七瀬 彩夏 Нанасэ Аяка, род. 11 июля 1994 года, Токио, Япония) — японская сэйю и певица. Лауреат премии Seiyu Awards в категории «Лучшая начинающая актриса» (2018).

## Биография
Аяка Нанасэ родилась 11 июля 1994 года в Токио. В детстве была стеснительным ребёнком и большую часть времени проводила, играя в одиночестве. В юности мечтала о карьере художницы манги.
Захотела стать сэйю по причине своего участия в озвучивании аниме-проектов, которые создавала её подруга в школьном художественном кружке. Её также впечатлила работа Ами Косимидзу в аниме-сериале Code Geass.
Проходила обучение в школе по подготовке сэйю Axl-Zero, принадлежащее агентству талантов Axl-One. Клиентка агентства с 1 апреля 2015 года. В 2016 году озвучила мальчика по имени Осаму в аниме-сериале «Город, в котором меня нет». Назвала эту роль поворотным моментом в своей карьере, поскольку это был её первый опыт прохождения прослушивания, её первая постоянная роль и её первый опыт озвучивания персонажа мужского пола.
В начале декабря 2016 года получила свою первую главную роль — девушки по имени Ёсино Кохару в аниме-сериале Sakura Quest (2017). В дальнейшем озвучивала таких героинь аниме, как Михару Нидзино в Comic Girls (2018), Рикка Исуруги в полнометражном аниме-фильме Black Fox (2019), Атэна Саотомэ в аниме-сериале Mother of the Goddess’ Dormitory (2021), Рэйко в Super Cub (2021), Агэха Хидзири/Кюа Баттерфлай в Hirogaru Sky! Pretty Cure (2023—2024), Судзунэ Инуками в The Wrong Way to Use Healing Magic (2024) и многих других.
В начале марта 2018 года Нанасэ на пару с Юи Фукуо получила премию Seiyu Awards в категории «Лучшая начинающая актриса».
18 марта 2024 года стало известно, что Нанасэ дебютирует в качестве сольной певицы с песней «Star Rush», ставшей закрывающей музыкальной темой аниме-сериала Yu-Gi-Oh! Go Rush!!. Одноимённый сингл с песней был выпущен 10 июля 2024 года на лейбле компании Marvelous. 22 января 2025 года Нанасэ выпустила свой второй сингл «Sayonara ni wa Naranai» (яп. サヨナラにはならない Саёнара ни ва наранай, «Это не будет прощанием»), титульный трек с которого стал новой закрывающей темой Yu-Gi-Oh! Go Rush!!.

## Избранная фильмография

### Аниме-сериалы
2016
- Ansatsu Kyoushitsu (второй сезон) — Мори
- Servamp — Махиру Сирота (в детстве), Юри, девочка, ведущая
- Uta no Prince-sama: Maji Love Legend Star — Отоя (в детстве)
- Whistle! — Миюки Сакураи (ремейк голоса)[16]
- «Город, в котором меня нет» — Осаму[3]
- «Проза бродячих псов» (второй сезон) — Карл

2017
- Idol Time PriPara — ученица, девочка, Маи-тян, Мисаки, Руй
- Kamisama Minarai: Himitsu no Cocotama — Райти
- Sakura Quest — Ёсино Кохару[4]
- The Royal Tutor — Бруно фон Гланцрайх (в детстве)
- Two Car — Идзуми Мурата[17]

2018
- Comic Girls — Михару Нидзино[6]
- Encouragement of Climb (третий сезон) — Мио[18], репортёр
- Idol Time PriPara — Юми
- Kira Kira Happy Hirake! Cocotama — Мику Мотидзуки, Цу, Ми, Ки, Тиа, Пэннэ, Кэтти
- Tsurune — Ноа Сирагику

2019
- Is It Wrong to Try to Pick Up Girls in a Dungeon? (второй сезон) — Сярэй
- Isekai Cheat Magician — Мехилла
- The Demon Girl Next Door — Мэтако
- The Hero is Overpowered but Overly Cautious — Флара
- «Корзинка фруктов» — Кадзума Сома (в детстве)

2020
- Assault Lily Bouquet — Сидзу Ито[19]
- Healin’ Good Pretty Cure — Сюити

2021
- Amaim Warrior at the Borderline — Мисудзу Маки
- Fena: Pirate Princess — Мэри Рид[20]
- Mieruko-chan — Хитоэ
- Mother of the Goddess’ Dormitory — Атэна Саотомэ[8]
- Super Cub — Рэйко[9]
- «Герой-рационал перестраивает королевство» — Крис Тахион
- «Мемуары Ванитаса» — Ной Архивист (в детстве)
- «Проза бродячих псов: Шуточные истории» — Карл

2022
- Amaim Warrior at the Borderline (вторая часть) — Мисудзу Маки
- Bibliophile Princess — Ирен Палькас
- Encouragement of Climb: Next Summit — Мио
- In the Heart of Kunoichi Tsubaki — Итадори[21]
- Smile of the Arsnotoria the Animation — Тотон
- The Demon Girl Next Door (второй сезон) — Мэтако

2023
- Berserk of Gluttony — Райне
- Classroom for Heroes — Карэн
- Hirogaru Sky! Pretty Cure — Агэха Хидзири/Кюа Баттерфлай[10]
- Tsurune: The Linking Shot — Ноа Сирагику
- «Проза бродячих псов» (четвёртый сезон) — Карл

2024
- Hirogaru Sky! Pretty Cure (продолжение) — Агэха Хидзири/Кюа Баттерфлай
- Re:Monster — Ауро, Рин
- The Wrong Way to Use Healing Magic — Судзунэ Инуками[11], Кукуру
- Vampire Dormitory — Лав Кул
- Wonderful Pretty Cure! — Агэха Хидзири/Кюа Баттерфлай
- «Звучи, эуфониум!» (третий сезон) — Мирэй Судзуки

2025
- City the Animation — Мацури Макабэ[22]
- Possibly the Greatest Alchemist of All Time — Аканэ
- Scooped Up by an S-Rank Adventurer! — Лулу[23]
- Your Forma — Дарья[24]

2026
- Roll Over and Die — Флам Априкот[25]

### Аниме-фильмы
- 2018 — Servamp: Alice in the Garden — Юри[26]
- 2019 — Black Fox — Рикка Исуруги[7]
- 2019 — «Звучи, эуфониум! Последняя клятва» — Мирэй Судзуки[27]
- 2022 — Tsurune: The Movie – The First Shot — Ноа Сирагику
- 2023 — Pretty Cure All Stars F — Агэха Хидзири/Кюа Баттерфлай
- 2024 — Wonderful Pretty Cure! The Movie: A Grand Adventure in a Thrilling Game World! — Агэха Хидзири/Кюа Баттерфлай

### OVA/ONA
- 2017 — Encouragement of Climb: Omoide Present — Мио[28]
- 2018 — B the Beginning — Идзаёй
- 2018 — Sword Gai: The Animation — одноклассница, Гай Огата (в детстве), ученица A
- 2020 — «О моём перерождении в слизь: Интерлюдия — Сладкая жизнь учителя Римуру, часть 2» — Иллори
- 2021 — Shichigahama de Mitsuketa — Яёй[29]
- 2023 — «Звучи, эуфониум! Соревнование ансамблей» — Мирэй Судзуки

### Компьютерные игры
2015
- Quiz RPG: The World of Mystic Wiz — Садзэ и Асаги Камурана, Магуэль Дисен (2-е поколение)

2016
- Blackish House sideA→ — Ан Мисима[30]
- Crystal of Re:union — Нана[31]
- Grimms Notes — Трине Сананд

2017
- Magia Record — Сидзуку Ходзуми
- Robot Girls Z Online — Палдар-тян

2018
- Gestalt Odin — Сики Итоха[32]
- God Eater 3 — Лулу Баран[33]
- Mobile Suit Gundam: Battle Operation 2 — Тенда Бигин[34]

2019
- Azur Lane — HMS Hardy, HMS Hunter, U-37
- Girls’ Frontline — INSAS, 43M
- Granblue Fantasy — Разиэль
- Koya no Kotobuki Hikotai: Ozora no Take Off Girls! — Акари[35]

2020
- Fire Emblem Heroes — Миледи

2021
- Smile of the Arsnotoria — Тотон

2022
- Assault Lily Last Bullet — Сидзу Ито

2023
- Snowbreak: Containment Zone — Акация[36]

2024
- Alice Gear Aegis — Николь Франциска[37]
- Da Capo 5: Future Link — Тори Сиракава[38]
- Mado Monogatari: Fia and the Wondrous Academy — Риван[39]
- Majyo no Furo Life — Юнока Итидзё[40]
- Monster Strike — Спунта Манью
- Yggdra Re:birth — Ева[41]

### Другие роли
- 2019 — игровой фильм «Чёрная лиса: Эпоха ниндзя» — Рири[42]
- 2022 — мини-сериал Ultra Galaxy Fight: The Destined Crossroad — Джина Спектр (озвучивание)[43]
- 2022 — vomic Yowaki Max Reijo nano ni, Ratsuwan Konyakusha-sama no Kake ni Notte Shimatta — Сара[44]

## Дискография
Примечание: Все произведения выпущены на лейбле Marvelous.

### Синглы
| Название                                            | Дата выпуска      | Номер      | Высшая позиция в чарте Oricon |
| --------------------------------------------------- | ----------------- | ---------- | ----------------------------- |
| «Star Rush»                                         | 10 июля 2024 г.   | MJSS-09372 | —                             |
| «Sayonara ni wa Naranai» (яп. サヨナラにはならない) | 22 января 2025 г. | MJSS-09387 | 50                            |

## Награды и номинации
| Год  | Награда      | Результат | Категория                                     | Работа | Прим.  |
| ---- | ------------ | --------- | --------------------------------------------- | ------ | ------ |
| 2018 | Seiyu Awards | Победа    | Лучшая начинающая актриса (вместе с Юи Фукуо) | н/д    | [ 12 ] |